# William Mathews
William Mathews, né le 10 septembre 1828 à Hagley (Worcestershire) et mort en 1901 dans cette même ville, est un alpiniste et botaniste britannique qui le premier proposa la formation de l'Alpine Club, fondé en 1857.

## Biographie
Géomètre-expert et agent des terres à Birmingham, William Mathews visite les Alpes en 1853 puis de 1856 à 1863 et de 1865 à 1875 et réalise quelques premières. Il s'intéresse en particulier au massif de la Vanoise et aux massifs secondaires des Alpes du Dauphiné qu'il explore en compagnie du géologue Thomas George Bonney.
Un important sommet secondaire de la Grande Casse, dont il réalisa la première ascension en 1860, a été nommé en son honneur pointe Mathews (3 783 m).

## Ascensions
- 1853 : Mont Vélan
- 1856 : Mont Rose
- 1857 : Combin de la Tsessette (4 141 m, Grand Combin)
- 1857 : Première ascension britannique du Finsteraarhorn
- 1859 : Mont Blanc
- 1860 : Première ascension de la Grande Casse avec Michel Croz et Étienne Favre
- 1861 : Première ascension du mont Viso avec Frederick William Jacomb, Jean-Baptiste Croz et Michel Croz
- 1861 : Première ascension du Castor avec F. W. Jacomb et Michel Croz
- 1862 : deuxième ascension du mont Pourri par la face ouest avec Jean-Baptiste Croz, Michel Croz et Thomas George Bonney
- 1864 : Pic de la Maladeta

## Fonctions au sein de l'Alpine Club
- 1857 : Proposition de formation de l'Alpine Club, le 1er février
- 1857 : Membre-fondateur lors de la création du club le 22 décembre
- 1861-1862 : Membre du comité
- 1863-1865 : Vice-président
- 1868-1871 : Président

## Ouvrages
- « The Alps of the Tarentaise » dans Peaks, passes, and glaciers : being excursions by members of the Alpine club, 2de édition, Volume 2, Longman, Green, Longman, and Roberts, 1862, pp. 339-407
- On the Contributions of the Rev. Henry Moseley, F.R.S., to the Theory of Glacier Motion and the Present State of the Problem Couverture, Spottiswoode & Company, 1870
- The flora of Algeria : considered in relation to the physical history of the Mediterranean region and supposed submergence of the Sahara, E. Stanford, 1880
- The flora of the Clent & Lickey hills, Stourbridge, 1881